# Ciclocidade
A Associação dos Ciclistas Urbanos de São Paulo - Ciclocidade - é uma ONG ativista sediada em São Paulo para a promoção do uso e cultura da Bicicleta. É notório pelas execução de atividades de pesquisa, projetos sociais, cursos formativos e organização de eventos em tornos deste na Região Metropolitana de São Paulo.
Entre seus programas mais vísiveis, incluem-se a contagem de ciclistas períodica feita junto a prefeitura de São Paulo, a realização do Mão na Roda que é uma oficina colaborativa realizada no Centro Expandido da cidade, e a anual Auditoria Cidadã das Ciclovias. 
Diversos cicloativistas de visibilidade possuem passagem pela Ciclocidade, alguns dos quais se incluem a Márcia Prado, Marina Harkot e Aline Cavalcante.